# Muhammad bin Bakhtiyar Khalji
Muhammad bin Bakhtiyar Khalji, voller Name Ikhtiyar ad-Din Muhammad bin Bakhtiyar Khalji; persisch: اختيار الدين محمد بن بختيار الخلجي; bengalisch ইখতিয়ার উদ্দিন মুহম্মদ বিন বখতিয়ার খিলজী (* um 1160 in Garmsir, Afghanistan; † um 1206 in Devkot, Bengalen) war ein turkmenisch-stämmiger Usurpator im Norden und Nordosten Indiens.

## Biografie
Muhammad bin Bakhtiyar Khalji war Angehöriger des schon länger im Süden Afghanistans beheimateten Khilji- oder Khalji-Stammes. Spätere Quellen behaupten, dass er von einfacher Geburt gewesen und eine unvorteilhafte äußere Erscheinung gehabt haben soll. Um das Jahr 1193 brach er mit wenigen Anhängern in Richtung Indien auf, um sich der Ghuriden-Armee unter dem Heerführer Qutb ud-Din Aibak anzuschließen; ein Offiziersrang wurde ihm jedoch verweigert. Daraufhin wandte er sich nach Osten und schloss sich dem in Badaun residierenden Machthaber Maklik Hizbar al-Din an; doch bereits kurze Zeit später ging er in die Provinz Avadh und schloss sich dort dem Militärkommandanten Malik Husam al-Din an, der seine Dienste zu schätzen wusste und ihm bei Mirzapur Grundbesitz schenkte. Hier rekrutierte er einige Kämpfer und unternahm Raubzüge in den Nachbarregionen. Hierbei soll er laut buddhistischen Quellen auch die Stadt und Universität Nalanda in der Provinz Bihar zerstört haben.
In den Jahren 1202/3 (nach anderen Quellen bereits 1200/01) gelang es ihm ganz Bihar einzunehmen, doch bereits kurze Zeit später wandte er sich gegen das fruchtbarere und wohlhabendere Bengalen. Die Eroberung der Stadt Nabadwip soll so schnell vonstattengegangen sein, dass nur 18 seiner Männer ihm folgen konnten; danach eroberte er die alte Hauptstadt Gaur und war nun faktisch Herrscher von Bengalen. Doch sein Eroberungsdrang kannte keine Grenzen – im Jahr 1206 unternahm er von Devkot aus einen Feldzug nach Tibet (wohl eher Nepal), von wo er jedoch zurückgeschlagen wurde; mit nur 100 Mann kehrte er nach Devkot zurück, wo er ermordet wurde.

## Bedeutung
Die eigenmächtig, d. h. ohne politisch-militärischen Auftrag, durchgeführte Eroberung weiter Teile Nordostindiens durch Muhammad bin Bakhtiyar Khalji hat den Charakter eines Beutezugs aber auch den eines Jihad; in einigen Texten ist sogar von Massakern die Rede. Insofern wird er von den Muslimen in Nordindien und Bangladesch als Glaubenskämpfer und Held angesehen, von den Hindus und Buddhisten jedoch als krimineller Terrorist.

## Bauten
Obwohl sich nichts dergleichen urkundlich oder baulich nachweisen lässt, werden verschiedene Moscheen und Medresen in Bengalen und Bangladesch auf Muhammad bin Bakhtiyar Khilji zurückgeführt.

## Sonstiges
- Die nordindische Stadt Bakhtiarpur in Bihar ist nach ihm benannt.
- Der bengalische Schriftsteller Al Mahmud verfasste in den 1990er Jahren ein Poem mit Namen Bakhtiyarer Ghora („Die Pferde von Bakhtiyar“).